# Азад Хінд

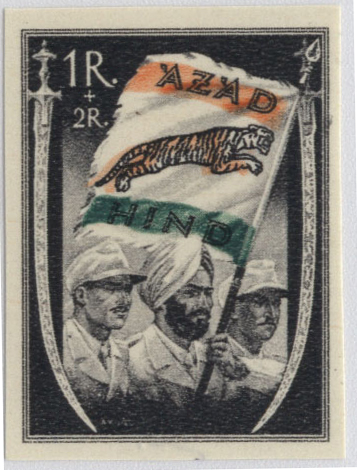
Поштова марка (надрукована в Німеччині, в обіг не вийшла)

Тимчасовий уряд вільної Індії (трансліт. Arzi Hukumat-e-Azad Hind, гінді आर्ज़ी हुक़ूमत-ए-आज़ाद हिन्द, урду عارضی حکومت‌ِ آزاد ہند) або просто Вільна Індія (Азад Хінд) — прояпонський «уряд Індії у вигнанні», заснований в Сингапурі в 1943 р.

## Історія
Створено індійськими політичними емігрантами-націоналістами для, як вони стверджували, звільнення Індії від британського правління, за фінансової, військової та політичної підтримки Японії.
Головою уряду, сформованого 21 жовтня 1943, був проголошений Субхас Чандра Бос.
Азад Хінд випускав свої власні гроші та поштові марки, мав свою судову систему та цивільний кодекс, й індійці сприймали його як законний уряд, що відстоював незалежність Індії. Стяг Азад Хінд використовував індійські національні кольори — помаранчевий, білий і зелений, та зображення стрибаючого тигра.
Після створення Азад Хінд проголосив війну англо-американським союзним військам на індо-бірманському фронті. Були сформовані власні збройні сили, Індійська національна армія, котра вела бойові дії проти англійців (в реальності — проти індусів, що носили британську форму) на ділянці фронту Імпхал-Кохіма.
Після загибелі Боса в авіакатастрофі в 1945 р. уряд припинив своє існування, а Індійська національна армія капітулювала. Одначе солдатів та офіцерів цієї армії в Індії вітали як національних героїв, і британці були змушені амністувати більшість із них. Такі провідні діячі колишнього уряду Азад Хінд, як Лакшмі Сахгал та ін., зайняли визначне місце в індійській політиці.